# Фолмар II фон Фробург
Фолмар II фон Фробург (на немски: Volmar II von Froburg; * пр. 1143/1144; † 1175) е граф на Фробург в Золотурн, Швейцария от рода Фробург.

## Произход
Той е син на граф Адалберо I фон Фробург (* 1090; † сл. 1146 или пр. 1152) и графиня София фон Ленцбург (* 1119 Ленцбург; † 1173 Фробург), дъщеря на граф Рудолф фон Ленцбург (* ок. 1046; † 1133). Внук е на граф Фолмар I фон Фробург (* 1050; † 1114 или сл. 1078) и на съпругата му графиня София фон Бар-Пфирт, дъщеря на граф Лудвиг II фон Мусон (* ок. 1015; † 1073/1076) и принцеса София фон Бар (* 1018; † 21 януари 1093).
Той е брат на Лудвиг II фон Фробург († сл. 1179 или ок. 28 октомври 1175/1177), нар. „Гареварт“, епископ на Базел (1164 – март 1179), София фон Фробург и вероятно на Конрад фон Фробург († сл. 20 ноември 1192), каноник на Вюрцбург и провост на Св. Мария в Майнц. Роднина е на Ортлиб фон Фробург († 18 август 1164 в Италия), епископ на Базел (1137 – 1164).

## Брак и потомство
Фолмар II фон Фробург има двама сина и вероятно една или две дъщери:
- Херман II фон Фробург (* пр. 1169; † 1211/1213[2] или пр. 1213[3]), граф на Фробург, женен за графиня Рихенца фон Кибург-Дилинген-Ленцбург († сл. 1206), имат четирима или петима сина и една, две или три дъщери
- Арнолдус фон Фробург († 31 март 1216), абат на Мурбах
- Гепа фон Фробург († сл. 1208), вероятна, омъжена за граф Рудолф V (I) фон Тирщайн (I) (* пр. 1173 † сл. 29 август 1230, убит, 1231/1236 или пр. 29 август 1231), граф на Тирщайн в Зигзау, имат четирима сина
- Хайлвих фон Фробург († ок. 1183), вероятна, омъжена за херцог Бертхолд IV фон Церинген (* ок. 1125 † 8 октомври 1186) от рода Церинги, херцог на Церинген и Бургундия.